# Prohydata exsignata
Prohydata exsignata là một loài bướm đêm trong họ Geometridae.